# Не прикасайся
«Не прикасайся» (рум. Nu mă atinge-mă) — драматический фильм совместного производства Румынии, Германии, Чехии, Болгарии и Франции 2018 года, поставлен румынским режиссёром Адиной Пинтилие. Мировая премьера ленты состоялась 22 февраля 2018 года на 68-м Берлинском международном кинофестивале, где она принимала участие в главной конкурсной программе и получила главный приз — «Золотой медведь» и приз за лучший дебютный полнометражный художественный фильм.

## Сюжет
Фильм рассказывает истории трёх людей, которые одинаково неспособны прикоснуться друг к другу и через жажду интимности работают над тем, чтобы преодолеть старые стереотипы, механизмы защиты и табу, «перерезать пуповину» и, наконец, стать свободными.
50-летняя англичанка Лора в течение многих лет работает на одной и той же фабрике по изготовлению манекенов. Она подглядывает за интимной жизнью других людей, в то время как сама не терпит чужих прикосновений. Она пытается наладить свою сексуальную жизнь и платит молодым мужчинам по вызову, чтобы прикоснуться к ним, создавая иллюзию близости. Опыт с проституткой для Лоры оказывается неудачным, и она решает обратиться к транссексуальному секс-терапевту.
Тудор — актёр, который зарабатывает на жизнь массажем. Он хочет женщину, которая отвергает его попытки контакта. Он преследует её, находя компенсационные способы прикоснуться к ней через предметы и места, которых она касалась.
Кристиан, также актёр, который участвует в дисфункциональных отношениях, что связано с его неспособностью к прикосновению.

## В ролях
| Актёр             | Роль               |
| ----------------- | ------------------ |
| Лора Бенсон       | Лора               |
| Томас Лемаркус    | Тудор              |
| Кристиан Баєрлейн | Кристиан           |
| Дирк Ланге        | Раду               |
| Германн Мюллер    | Пауль              |
| Ирмена Чичикова   | Мона               |
| Грит Улеманн      | Грит               |
| Сеани Лав         | Сеани              |
| Райнер Стеффен    | Стефан             |
| Георгий Налджиев  | мужчина из эскорта |

## Съемочная группа
- Автор сценария — Адина Пинтилие
- Режиссёр-постановщик — Адина Пинтилие
- Продюсеры — Филипп Аврил, Бьянка Оана, Адина Пинтилие
- Оператор — Георг Чипер-Лиллемарк
- Композитор — Иво Паунов
- Художник-постановщик — Адриан Кристеа
- Художник по костюмам — Мария Питеа

## Награды и номинации
| Список наград и номинаций              | Список наград и номинаций | Список наград и номинаций | Список наград и номинаций | Список наград и номинаций | Список наград и номинаций |
| Кинофестиваль/Кинопремия               | Год                       | Категория                 | Номинант(ы)               | Результат                 | Прим.                     |
| -------------------------------------- | ------------------------- | ------------------------- | ------------------------- | ------------------------- | ------------------------- |
| Берлинский международный кинофестиваль | 2018                      | Золотой медведь           | Не прикасайся             | Победа                    | [ 7 ]                     |
| Берлинский международный кинофестиваль | 2018                      | Премия «Тедди»            | Не прикасайся             | Номинация                 | [ 9 ]                     |